# ソルテオ・エクストラオルディナリオ・デ・ナビダ

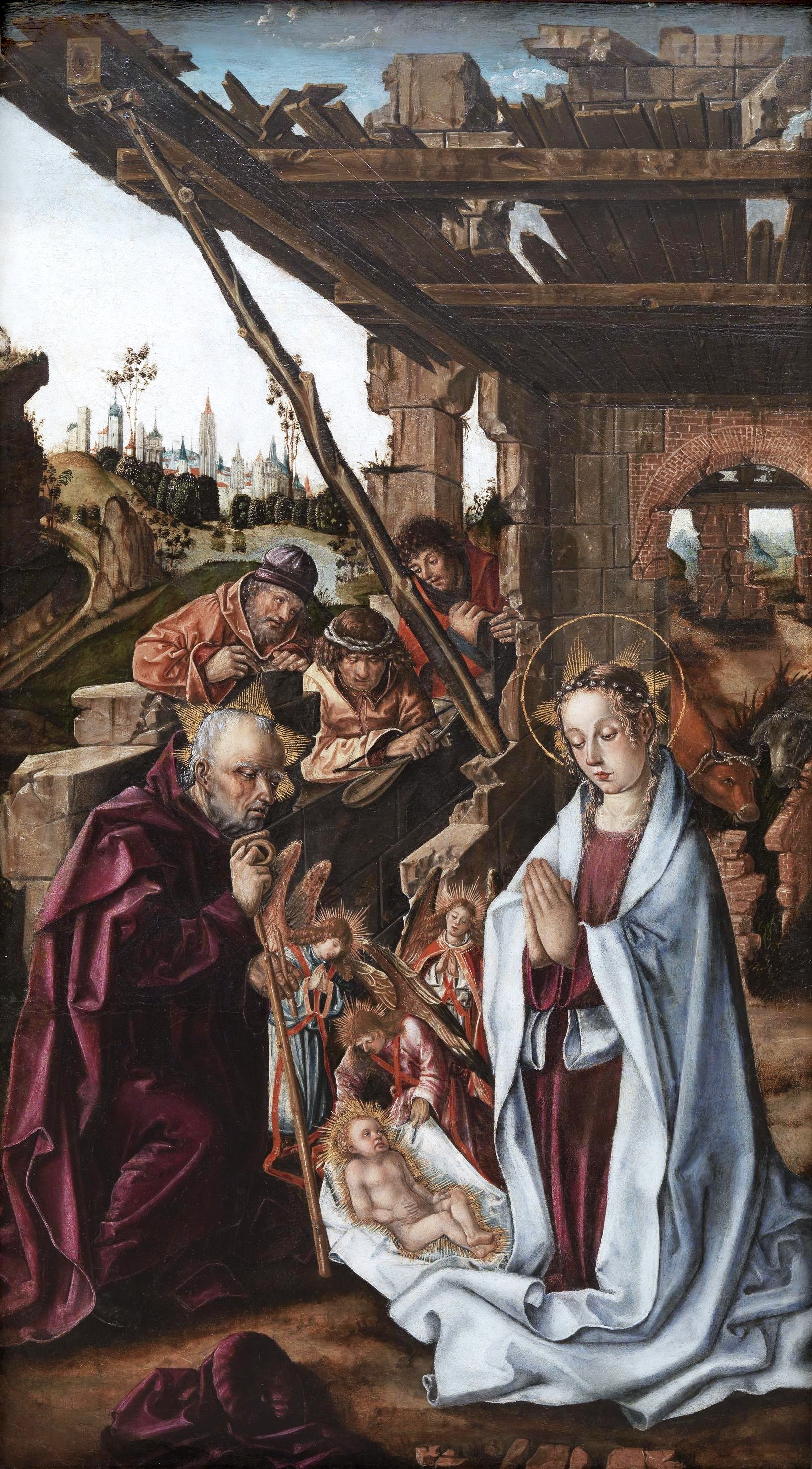
2024年くじ券で使用したもの（プラド美術館所蔵）、1960年以来毎年カトリック関連の絵画をくじ券で使用されている

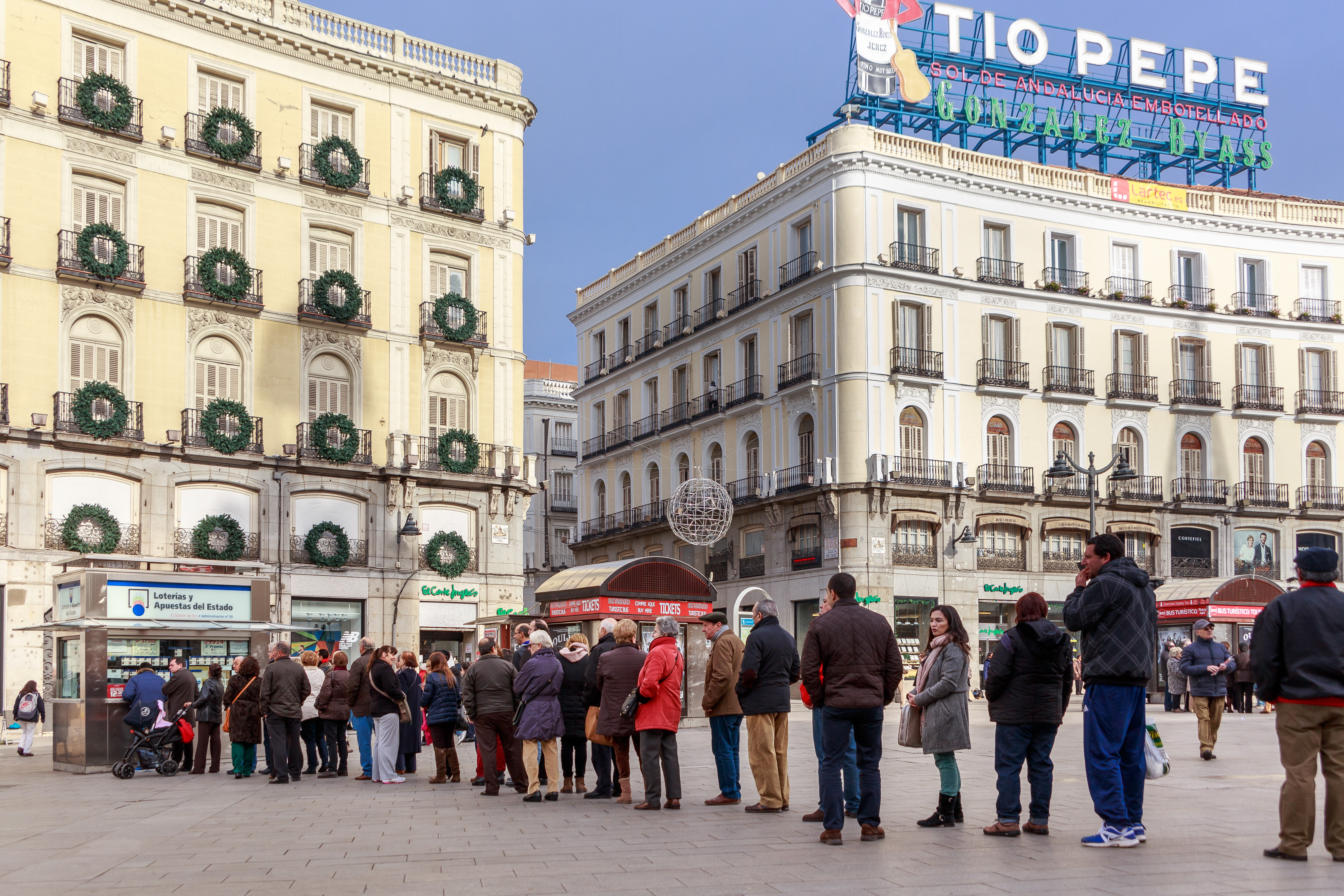
プエルタ・デル・ソルの販売所で買い求める長い行列

ソルテオ・エクストラオルディナリオ・デ・ナビダ（Sorteo Extraordinario de Navidad）は、スペインで毎年発売されているジャンボ宝くじ。ロテリア・デ・ナビダとも。日本語ではクリスマス宝くじとも言われている。

## 概要
ナビダは1812年に初めて発売され、世界の宝くじでは2番目に長い歴史を持つ。ちなみにロテリア・デ・ナビダという名称がついたのは1892年である。
くじは100000枚を1ユニットとし、170ユニットを販売。10枚で200ユーロで販売。しかし10枚を山分けして販売されており、スペイン国内は多くの国民が買っている。
2018年実績では世界最高賞金総額24億ユーロであり、1等は400万ユーロである。なお2001年まではスペインの通貨ペセタを使用していたが2002年からユーロに変更している。

## 抽せん会

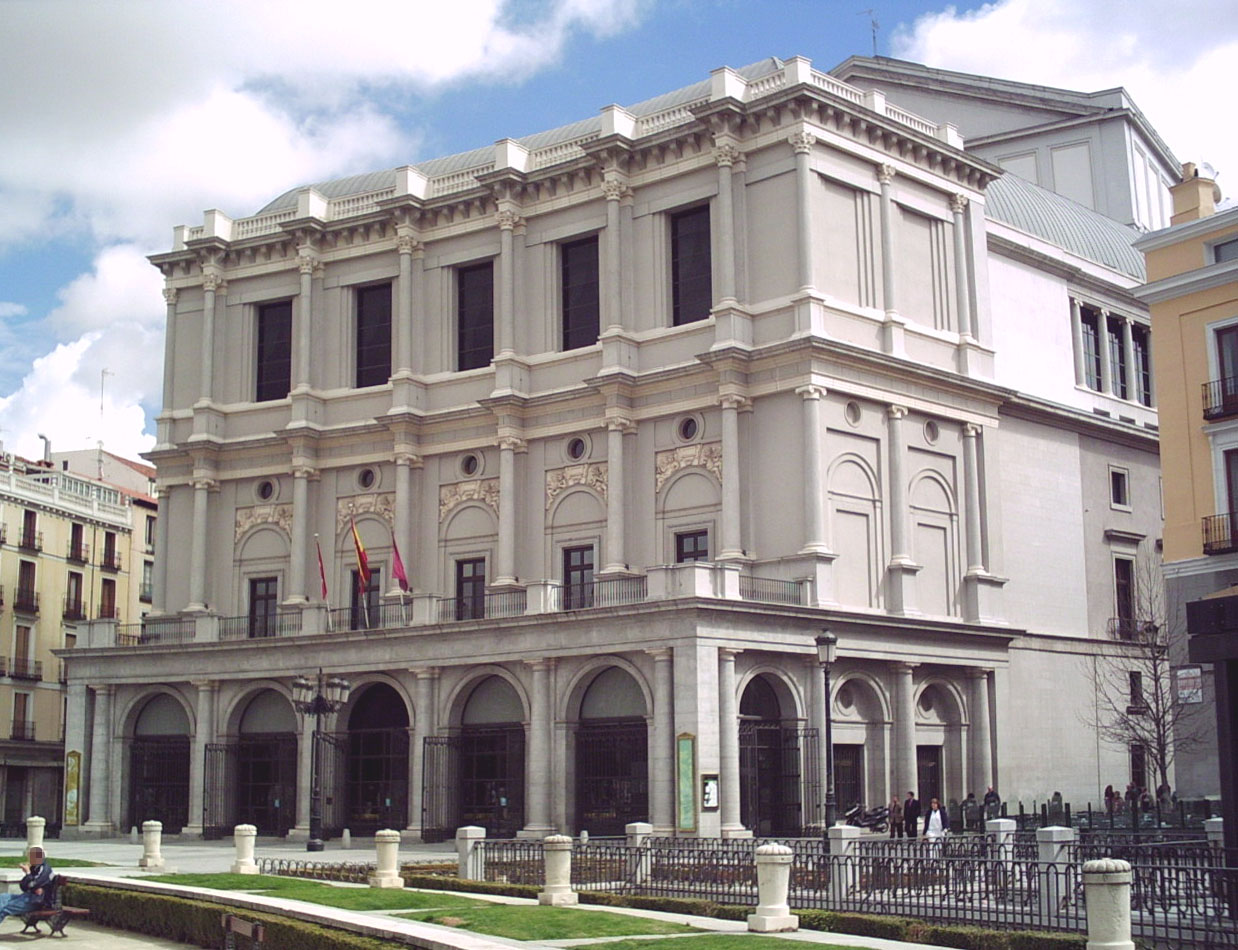
2012年以降抽せん会が行われるテアトロ・レアル

抽せん会は毎年12月22日にマドリードのテアトロ・レアルで行われ、その模様はテレビ・ラジオで生中継される。スペイン内戦時にはバレンシアなどで抽せんが行っていた他、フランコ独裁政権も実施していたという。
抽せんアシスタントは地元のCEIPサンイルデフォンソの生徒が行っており、以下の等数で当せん番号が決まる。なお当せん本数は1ユニットあたりの当せん数である。
| 本数                  | 賞金                  | 等配分                | Total          |
| --------------------- | --------------------- | --------------------- | -------------- |
| 1                     | €4,000,000            | El Gordo (1等)        | €4,000,000     |
| 1                     | €1,250,000            | 2等                   | €1,250,000     |
| 1                     | €500,000              | 3等                   | €500,000       |
| 2                     | €200,000              | 4等                   | €400,000       |
| 8                     | €60,000               | 5等                   | €480,000       |
| 1,794                 | €1,000                | La Pedrea             | €1,794,000     |
| 2                     | €20,000               | 1等前後賞             | €40,000        |
| 2                     | €12,500               | 2等前後賞             | €25,000        |
| 2                     | €9,600                | 3等前後賞             | €19,200        |
| 99                    | €1,000                | 1等の下3ケタ          | €99,000        |
| 99                    | €1,000                | 2等の下3ケタ          | €99,000        |
| 99                    | €1,000                | 3等の下3ケタ          | €99,000        |
| 198                   | €1,000                | 4等の下3ケタ          | €198,000       |
| 999                   | €1,000                | 1等の下2ケタ          | €999,000       |
| 999                   | €1,000                | 2等の下2ケタ          | €999,000       |
| 999                   | €1,000                | 3等の下2ケタ          | €999,000       |
| 9,999                 | €200                  | 1等の下1ケタ          | €1,999,800     |
|                       |                       |                       |                |
| 1ユニットあたりの総額 | 1ユニットあたりの総額 | 1ユニットあたりの総額 | €14,000,000    |
| 170ユニット総額       | 170ユニット総額       | 170ユニット総額       | €2,380,000,000 |

抽せんは大のケージの中に番号の球、小のケージの中に当せん額の球が書かれており、エル・ゴルドなど高額当せんが出た瞬間、立会人が番号を確認して公開する。抽せん会は4時間以上かかるといわれ、いつエル・ゴルドが当せんするかわからなくなっている。
1等はエル・ゴルドと呼ばれており、抽せん翌日に1等当せん者が大興奮することがある。なお宝くじの還元率は70%である。